# Eunidia xyliae
Eunidia xyliae là một loài bọ cánh cứng trong họ Cerambycidae.